# Ивинская, Ольга Всеволодовна
О́льга Все́володовна Иви́нская (16 июня 1912, Тамбов — 8 сентября 1995, Москва) — советская писательница и переводчица, редактор, журналистка. Подруга и муза Бориса Пастернака в 1946—1960.
Большинство исследователей считают Ивинскую прототипом Лары в романе «Доктор Живаго», хотя существует точка зрения, что это собирательный образ.

## Биография
Родилась в Тамбове. Отец был участником белого движения. Мать — Мария Николаевна Ивинская (во втором браке — Костко, в третьем — Бастыркина).
В 1934 году окончила творческий факультет Московского института редакционных работников.
Была замужем за Иваном Васильевичем Емельяновым (покончил самоубийством в 1939 г.), директором школы рабочей молодёжи, и Александром Петровичем Виноградовым, главным редактором журнала «Самолёт» (умер в 1942 г.). Мать репрессирована в 1941—1943 годах, впоследствии была освобождена.
По свидетельству современников, Ольга Всеволодовна была увлекающейся красивой женщиной, пережившей не один роман. Имела дочь Ирину (1938) и сына Дмитрия (1942—2004).
В декабре 1946 года, работая в редакции журнала «Новый Мир», Ивинская познакомилась с Б. Л. Пастернаком, с которым все последующие годы до его кончины её связывали любовь и дружба. По мнению литературоведов, вероятно, явилась основным прототипом Лары из «Доктора Живаго».
Используя отношения между ними, советские органы госбезопасности неоднократно оказывали давление на Б. Л. Пастернака через Ивинскую — в 1949 году она была арестована за «антисоветскую агитацию» и «близость к лицам, подозреваемым в шпионаже». Б. Л. Пастернак тяжело переживал её арест. Из писем Ариадне Эфрон, находящейся в ссылке в Туруханске, после кратковременного освобождения из лагерей:
10.12.49 …о себе нечего рассказывать, всё по-старому, только милая печаль моя попала в беду, вроде того, как ты когда-то раньше…
19.01.50 …[нельзя] рассказать главную мою печаль, что было бы глупо и нескромно и что вообще невозможно по тысяче иных причин…
В тюрьме у беременной Ивинской произошёл выкидыш. Особым совещанием была приговорена к 5 годам заключения и этапирована в Потьму, где провела 4 года, работая в сельскохозяйственной бригаде.
Ивинская была адресатом многих стихотворений Пастернака, в том числе из цикла «Стихотворения Юрия Живаго».
После освобождения, в апреле 1953 года, вернулась в Москву, где была для Пастернака главной опорой и поддержкой во время травли после присуждения ему Нобелевской премии по литературе. Ивинской и её детям Пастернак подарил рукопись своей последней незавершённой работы «Слепая красавица».
Б. Л. Пастернак завещал Ивинской часть авторских гонораров, которые он не мог получить, за заграничные издания «Доктора Живаго». Эти деньги, привозимые в СССР иностранцами, обмениваемые на рубли и передаваемые Ивинской, явились причиной повторного ареста уже через два с половиной месяца после смерти Б. Л. Пастернака — 16 августа 1960 года — по обвинению в контрабанде. В показаниях Ивинской на предварительном следствии роль автора «Доктора Живаго» в передаче рукописи за границу и получении гонораров была преуменьшена, а её собственная роль и роль дочери — преувеличены. Ценой попытки защитить память поэта стал арест 5 сентября того же года дочери О. В. — Ирины Емельяновой. На судебном заседании 10 ноября 1960 года Ивинская не отказывалась от показаний, данных на предварительном следствии, но виновными в контрабанде или в пособничестве контрабандистам ни она, ни Ирина Емельянова себя не признали. О. В. Ивинская была осуждена к 8 годам лишения свободы и отправлена в исправительную колонию на станции Невельская под Тайшетом. Была освобождена досрочно в октябре 1964 года.
В середине 1970-х годов Ивинская написала книгу воспоминаний «В плену времени», которая была издана впервые в Париже в 1978 году. В 1989 году Ивинская была реабилитирована по второму делу. В 1960—1990-е годы жила в доме на Вятской улице недалеко от Савёловского вокзала, в квартире, приобретённой на полученные по завещанию Пастернака гонорары, а также на даче в посёлке Луговая, где царила богемная атмосфера, гостили Владимир Высоцкий, Александр Галич, актёры театра на Таганке, Эдуард Лимонов. Со временем эта дача перешла в собственность семьи Чернусь (невестки Ивинской, жены её сына Дмитрия).
Скончалась в сентябре 1995 года на 84-м году жизни.

Могила О.Ивинской в Переделкино

Похоронена на кладбище в Переделкино, здесь же похоронен её сын Виноградов Дмитрий Александрович (1941—2004) — поэт-переводчик. С 1969 года — член Комитета московских литераторов. Переводил ирано-таджикских классиков: Руми, Джами, Рудаки, эпос и фольклор народов СССР и современных авторов, в том числе Симона Чиковани, Яна Райниса, Иржи Тауфера. Переводы опубликованы более чем в тридцати изданиях. Работал над книгой собственных стихов и прозы.
В Потаповском переулке у д. 9/11 установлен постер памяти Пастернака и Ивинской.

## Судебный спор по вопросу о рукописях и письмах Пастернака
После второго ареста Ивинской, в феврале 1961 года, в ЦГАЛИ были переданы из КГБ 84 материала личного архива Пастернака, изъятые следствием у неё. Когда в 1988 году Ивинская была реабилитирована по этому делу, она подняла вопрос о возвращении изъятых у неё материалов, однако в мае 1991 года КГБ срочно передал в архив дополнительно ещё 51 документ, изъятый у неё в 1961 году.
Ивинская обратилась в суд с иском о признании за ней прав на находящиеся в архиве материалы в связи с её реабилитацией. 10 июля 1992 года Мосгорсуд вынес решение о возвращении Ивинской этих материалов. Они включают рукописи произведений Пастернака, а также письма, которые Ивинская по поручению Пастернака должна была отправить, в частности, за рубеж, но так и не отправила.
Архив отказал в выдаче материалов, предложив обратиться в вышестоящую организацию. Росархив, со своей стороны, обратился в Генеральную прокуратуру РФ, которая опротестовала решение Мосгорсуда в связи с неопределённостью принадлежности спорных материалов, и оно было отменено постановлением судебной коллегии Верховного суда РФ. Однако Президиум Верховного суда РФ оставил в силе решение Мосгорсуда о возврате материалов.
Тогда в феврале 1994 года вдова сына Пастернака Леонида Н. А. Пастернак и внучка поэта Е. Л. Пастернак обратились в Савёловский народный суд г. Москвы с просьбой признать за ними как за наследниками Пастернака право собственности на материалы, находящиеся в РГАЛИ. При этом они оговорили, что просят оставить эти материалы в архиве на дальнейшее хранение.
В целях обеспечения этого иска от 10 февраля 1994 года суд наложил арест на материалы, а судебная коллегия по гражданским делам Мосгорсуда 6 апреля 1994 года отклонила частную жалобу Ивинской по этому поводу. В 1995 году в связи со смертью Ивинской в судебное дело вступили её наследники: дочь И. И. Емельянова и сын Дмитрий Александрович Виноградов (отчим Дмитрия Чернуся). Их интересы отстаивал адвокат Г. Падва.
В ноябре 1996 года в Лондоне на аукционе «Кристи» И. Емельяновой и её мужем В. Козовым были выставлены на продажу автографы Пастернака, ранее находившиеся у Ивинской, в том числе 22 письма к ней Пастернака, а также стихотворения, которые должны были войти в готовившийся им сборник. Количество автографов составляло 129 страниц, а их предварительная оценка — почти 1 000 000 долларов. Однако продажа не состоялась, так как Федеральной службой России по сохранению культурных ценностей и Федеральной архивной службой России был заявлен протест устроителям аукциона в связи с вывозом документов из России без получения на это разрешения уполномоченных государственных органов.
Савёловский межмуниципальный городской суд 28 августа 2000 года вынес решение в пользу наследников Пастернака, а Судебная коллегия по гражданским делам Московского городского суда 20 апреля 2001 года подтвердила это решение, отказав в кассационной жалобе наследникам Ивинской.

## Киновоплощения
- Ирина Бразговка — «Фурцева. Легенда о Екатерине», 2011 год.

## Публикации
- Ивинская О. Годы с Борисом Пастернаком : В плену времени. Париж: Fayard, 1978. — 437 с. Русское переиздание: М. : Либрис, 1992 — 464 с.:7 л. илл. — ISBN 5-86568-028-5
- Ивинская О. Земли раскрытое окно: Стихи разных лет / Предисл.И. Емельяновой. М.: Синее яблоко, 1999 — 168 с. — ISBN 5-8415-0002-3 — рецензия Архивная копия от 6 марта 2019 на Wayback Machine
- Ивинская О., Емельянова И. Годы с Пастернаком и без него. М.: Плюс-Минус, 2007 — 528 с. — ISBN 978-5-98264-026-0 — рецензия
- Ивинская О. Земли раскрытое окно: Избранные стихи и проза. М.: Прогресс-Традиция, 2012. — 2008 с. — ISBN 978-5-89826-385-0